# スコット・マシュー
スコット・マシュー（Scott Matthew）は、オーストラリア・クイーンズランド州出身の歌手、作詞家。ゲイであることをカミングアウトしているオープンリー・ゲイアーティストであり、現在はニューヨーク・ブルックリンに拠点を置き活動をしている。叙情的で心を揺さぶるような歌声が特徴で、バラードを得意とする。

## 概要
オーストラリア・クイーンズランドに生まれ、いくつかのバンドで活動後、大学を途中で放り出してシドニーへ移り住み、パンク・ロックバンドNicotineを結成。
バンドと並行して行っていたアコースティックのソロステージで、バラードに情熱を抱くようになる。
1997年、新たな道を求め、友人と共にニューヨークのブルックリンへ向かう。
2002年、ニューヨークで元モリッシーのバックバンドのドラマー、スペンサー・コブリンとElva Snowを結成しEPをリリース。
このアルバムから“Hold Me”“Could Ya”の2曲が、それぞれ映画のサウンドトラックに採用された。
この頃、菅野よう子に見出されTVアニメ『攻殻機動隊 STAND ALONE COMPLEX』や『劇場版 カウボーイ・ビバップ 天国の扉』のサウンドトラックにヴォーカリストとして参加。
さらに2006年、映画『ヘドウィグ・アンド・アングリーインチ』で一躍脚光を浴びたジョン・キャメロン・ミッチェル監督作品『ショートバス』への楽曲提供と出演を果たし注目を集めた。
この中の“In the End”は同作品のテーマソングに採用されている。
2011年頃からポルトガルの人気バンド、マドレデウスの元キーボード担当で作曲家のロドリゴ・レアンとコラボレーションするようになり、2016年には共作でアルバムをリリースした。

## ディスコグラフィー

### アルバム

#### Scott Matthew名義
- Scott Matthew (2008年)
- There Is An Ocean That Divides And With My Longing I Can Charge It With A Voltage Thats So Violent To Cross It Could Mean Death (2009年)
- Gallantry's Favorite Son (2011年)
- Unlearned (カバーアルバム) (2013年)
- This Here Defeat (2015年)
- Ode to Others (2018年)
- ADORNED (2020年)

##### EP盤
- Rx's Prescription Cocktail Mixers (feat. Eric D. Clark) (2008年)
- Silent Nights (Duet with SIA) (2008年)
- To Love Is to Live/To Receive Is to Give (ツアー限定盤) (2011年)

##### デジタル盤
- Best of Scott Matthew (ヨーロッパ盤) (2011年)

#### Rodrigo Leão & Scott Matthew名義
- Life Is Long (2016年)

#### Elva Snow名義
- Elva Snow (2005年) ※2010年に新曲2曲を加え再発盤がリリースされている

### シングル

#### Scott Matthew名義
- For Dick (2008)
- Silent Nights (2008)
- I Wanna Dance With Somebody (2013)

#### Rodrigo Leão & Scott Matthew名義
- Abandoned (2017年)